# Giochi Preziosi
Giochi Preziosi es una empresa italiana dedicada al diseño, fabricación y distribución de juguetes. Fundada en 1978 por Enrico Preziosi, es líder del mercado italiano y la segunda mayor compañía juguetera de Europa, por detrás de Lego.
La empresa está especializada en el sector juguetero, pero también ha diversificado su negocio a otros campos como la distribución de coleccionables, electrónica, material escolar y dulces. Algunos de sus productos más conocidos son el robot Emilio (Emiglio), Cicciobello, Mister Músculo y Gormiti. En 2018, la empresa obtuvo ingresos por valor de 403 millones de euros.

## Historia
Giochi Preziosi fue fundada en 1978 por Enrico Preziosi y al principio se dedicó a fabricar sus propios juguetes. Años después destacaría como distribuidor de las licencias de Bandai y Tomy en el mercado italiano, beneficiándose del éxito de las series de televisión Tortugas Ninja y Power Rangers. En esa época también era el distribuidor oficial de las videoconsolas SEGA en Italia.
En 1987 abrió la primera tienda de Giocheria, una franquicia dedicada a la venta de juguetes con la que consolidó su posición dominante en Italia. Posteriormente invirtió en abrir fábricas jugueteras en Asia y en campañas publicitarias. En 1994 adquirió las empresas Nuova Ceppi Ratti (distribución) y Miglioarti Giocattoli (muñecas), fusionadas el 4 de enero de 1997 en un grupo común, Gruppo Giochi Preziosi, y en 1999 absorbió la marca de juguetes electrónicos GIG.
Al margen del mercado italiano, Giochi Preziosi está presente en España desde la apertura de su primera matriz internacional en el 2000. Desde 2019 es propietario de Famosa, una de las jugueteras más importantes del país, por lo que la marca italiana desapareció en el mercado español para priorizar la histórica.